# Cimade
Cimade (Cimade — Международный экуменический центр взаимопомощи, от фр. Comite Inter-Mouvements d’Accueil des Evacues, «Межконфессиональный комитет помощи беженцам») — международная неправительственная некоммерческая организация, основанная во Франции в 1939 году, и занимающаяся проблемами мигрантов, беженцев и перемещённых лиц. С июня 2013 года президентом Cimade является Женевьева Жак, генеральный секретарь ассоциации в 1990-е годы. Одним из основателей Cimade был П. Н. Евдокимов.

## Деятельность
В соответствии с уставом, цель Cimade — проявить солидарность с теми, кто страдает, кто угнетён и эксплуатируется, и обеспечить их защиту, независимо от их национальности, происхождения, политической позиции или религиозной принадлежности. В частности, помощь заключается в борьбе с расизмом, соблюдении основных прав и свобод граждан, независимо от их положения.